# Ganzhi
Il Ganzhi (干支, letteralmente "tronchi e rami") è il ciclo di sessanta anni dell'astronomia cinese e l'abbreviazione di due altri termini: Tiangan (天干, tronchi celesti) e Dizhi (地支, rami terrestri). È un sistema di numerazione cinese delle unità di tempo basato sulla combinazione di due serie di segni, cioè i dieci Tiangan e i dodici Dizhi, che permettono di ottenere sessanta combinazioni differenti. alla cui ideazione contribuirono dottrine astronomiche e filosofiche: (a) dottrina di Yin e Yang, "E" fratello maggiore, cioè Yang (valenza positiva) e "TO", fratello minore cioè Yin (valenza negativa) ; (b) dottrina taoista secondo cui l'Universo è costituito di 5 elementi ; legno, fuoco, terra, metallo, acqua, a loro volta distinti in positivo e negativo (dieci segni ideografici) ; (c) dottrina astronomica basata sul moto di rotazione di Giove attorno alla Terra, corrispondente a quasi 12 anni (arrotondamento di 11,86 effettivi), dalla quale si assumono 12 posizioni cui corrispondono 12 segni ideografici, indicati con 12 nomi di animali. Questa numerazione è più spesso utilizzata per segnare l'avvicendamento degli anni, ma può ugualmente applicarsi ai mesi, ai giorni e alle ore.
Oltre che in Cina, il sistema Ganzhi è utilizzato anche in Giappone, Corea e Vietnam.

## Origine
L'origine del Ganzhi è molto antica e se ne trova traccia già a partire dagli scritti oracolari, dove si utilizzava per annotare i giorni dell'epoca della dinastia Shang. La lista completa delle due serie di segni (dieci Tiangan e dodici Dizhi) compare su un documento divinatorio del regno di Yi (1191 a.C. - 1154 a.C.). Si ignora il significato originario degli ideogrammi che si collegano alle due serie di segni, nonostante alcuni di essi siano ancora di utilizzo corrente ai nostri giorni, ma con significati differenti. In base alla forma dei segni e alla loro somiglianza con sinogrammi più recenti, i cinesi hanno immaginato di spiegare gli steli celesti che rappresentavano il ciclo di crescita di una pianta, ipotesi che nulla ha ancora potuto confermare.
Il sistema dei dieci "tronchi celesti" potrebbe essere correlato a un antico mito che afferma che una volta c'erano dieci soli che apparivano a turno nel cielo; una serie di dieci giorni era indicata dal carattere 旬 (xún), ancora usato oggi. Secondo una leggenda nella mitologia cinese, i dieci soli una volta apparvero insieme e iniziarono a bruciare la terra fino a quando l'arciere Yi non ne tagliò nove. L'osservazione astronomica, che ha ispirato i dodici mesi dal fatto che un anno corrisponde all'incirca a dodici lunazioni, sembra l'origine più probabile della serie duodecimale dei rami terrestri.
In un documento risalente al Periodo delle primavere e degli autunni la data di una eclissi solare è menzionata con il giorno annotato in questo sistema: «il terzo anno del regno del Duca Wen di Lu, dodicesimo mese, giorno jisi». I termini del Ganzhi appaiono collegati ai nomi dei sovrani della dinastia Xia tra cui kŏng jiă (孔甲) o Jin, soprannominato Yin Jia (胤甲), ma in documenti chiaramente posteriori al presunto tempo di questa mitica dinastia.

## Tronchi celesti
Dal II secolo a.C., i tronchi celesti (anche noti come steli o bastoncelli celesti) erano associati ai cinque elementi, divisi in due segni consecutivi appartenenti allo stesso elemento. Poiché le serie possono essere combinate con i rami terreni che sono alternativamente yin e yang, questa associazione può essere applicata anche ad essi. In Giappone, il loro nome è una combinazione dell'elemento associato con –e (兄?, "fratello maggiore") per il segno superiore yang e –to (弟?, "fratello minore") per il segno inferiore yin.

## Il ciclo di sessanta anni
Il Ganzhi durante la dinastia Shang era un sistema per la numerazione dei giorni. Il suo impiego per il conto degli anni si colloca all'inizio dell'epoca Cristiana, nel periodo della dinastia Xin. Questo uso rimane nella vita quotidiana fino a un'epoca molto recente. Ad esempio, la rivoluzione del 1911 che pose fine all'impero cinese e portò alla fondazione della Repubblica Cinese è nota come rivoluzione Xīnhài dal nome dell'anno "Xinhai” (辛亥) del Ganzhi.
Il Ciclo di sessanta anni che si sta svolgendo attualmente va dal 1984 al 2044 ed è il LXXIX secondo la tradizione che attribuisce l'invenzione leggendaria del Ganzhi all'Imperatore Giallo e che fa iniziare la numerazione nell'anno 2697 a.C., ma alcuni astrologi individuano una data ancora più antica.

## Altre applicazioni
Il ciclo sessagesimale che unisce le due serie di tronchi celesti e rami terrestri è attestato dallo Shang per la numerazione dei giorni.
La numerazione sessagesimale si applica anche ai mesi, giorni e ore per l'istituzione degli oroscopi, che si basano sugli "otto caratteri" (八字, bázì), ottenuti dalle quattro coppie "verga celeste" - "ramo terrestre" del anno, mese, giorno e ora di nascita di una persona.

## I dieci tronchi celesti
| №  | Tronco celeste | Nome cinese        | Nome cinese          | Nome cinese           | Nome cinese                   | Nome giapponese | Nome giapponese                   | Nome coreano | Nome coreano | Nome vietnamita | Yin Yang | Elemento |
| №  | Tronco celeste | Mandarino (Pinyin) | Cantonese (Jyutping) | Cinese medio (Baxter) | Cinese antico (Baxter–Sagart) | On'yomi         | Kun'yomi con kanji corrispondenti | Romanizzato  | Hangŭl       | Nome vietnamita | Yin Yang | Elemento |
| -- | -------------- | ------------------ | -------------------- | --------------------- | ----------------------------- | --------------- | --------------------------------- | ------------ | ------------ | --------------- | -------- | -------- |
| 1  | 甲             | jiǎ                | gaap3                | kæp                   | *[k]ˤr[a]p                    | kō (こう)       | kinoe (木の兄)                    | gap          | 갑           | giáp            | yang     | Legno    |
| 2  | 乙             | yǐ                 | jyut3                | ʔit                   | *qrət                         | otsu (おつ)     | kinoto (木の弟)                   | eul          | 을           | ất              | yin      | Legno    |
| 3  | 丙             | bǐng               | bing2                | pjængX                | *praŋʔ                        | hei (へい)      | hinoe (火の兄)                    | byeong       | 병           | bính            | yang     | Fuoco    |
| 4  | 丁             | dīng               | ding1                | teng                  | *tˤeŋ                         | tei (てい)      | hinoto (火の弟)                   | jeong        | 정           | đinh            | yin      | Fuoco    |
| 5  | 戊             | wù                 | mou6                 | muwH                  | *m(r)uʔ-s (~ *m(r)uʔ)         | bo (ぼ)         | tsuchinoe (土の兄)                | mu           | 무           | mậu             | yang     | Terra    |
| 6  | 己             | jǐ                 | gei2                 | kiX                   | *k(r)əʔ                       | ki (き)         | tsuchinoto (土の弟)               | gi           | 기           | kỷ              | yin      | Terra    |
| 7  | 庚             | gēng               | gang1                | kæng                  | *kˤraŋ                        | kō (こう)       | kanoe (金の兄)                    | gyeong       | 경           | canh            | yang     | Metallo  |
| 8  | 辛             | xīn                | san1                 | sin                   | *si[n]                        | shin (しん)     | kanoto (金の弟)                   | sin          | 신           | tân             | yin      | Metallo  |
| 9  | 壬             | rén                | jam4                 | nyim                  | *n[ə]m                        | jin (じん)      | mizunoe (水の兄)                  | im           | 임           | nhâm            | yang     | Acqua    |
| 10 | 癸             | guǐ                | gwai3                | kjwijX                | *kʷijʔ                        | ki (き)         | mizunoto (水の弟)                 | gye          | 계           | quý             | yin      | Acqua    |

In Cina e in altri paesi dell'Estremo Oriente che li utilizzano, i bastoncelli celesti sono spesso usati come le lettere dell'alfabeto romano per denotare, ad esempio, le parti in un contratto o le note di voto date. dagli insegnanti (con l'aggiunta alla serie di yōu 優, "eccellente").
Sono usati nella composizione dei nomi di composti di chimica organica, come metanolo, jiǎchún (甲醇) ed etanolo, yǐchún (乙醇).
All'inizio dell'introduzione della matematica occidentale, i gambi celesti rappresentavano le lettere da A a J, e i rami terrestri le lettere da K a V. I segni come tali rappresentavano le lettere minuscole e associati all'elemento sinogramma kǒu (口), lettere maiuscole (ad esempio: 甲 rappresenta a e 呷 rappresenta A).
Fino al 2004, le aste celesti apparivano sulle targhe dei veicoli militari taiwanesi.

## Rami di terra
Il conteggio degli anni utilizzando i rami terrestri originariamente faceva iniziare l'anno nel giorno chiamato lìchūn (立春), “inizio primavera”, situato a metà strada tra il solstizio d'inverno e l'equinozio di primavera, quando la stella raggiunge i 315 gradi di longitudine solare. L'usanza ha successivamente spostato l'inizio dell'anno al capodanno cinese, che inizia con la seconda luna nuova dopo il solstizio d'inverno. Tuttavia, l'astrologia non ha dimenticato il vecchio sistema e possiamo vedere alcuni almanacchi che lo seguono.

I ventiquattro cardinali cinesi. Il cerchio interno mostra i dodici rami terreni

Sotto l'influenza dell'astrologia persiana trasmessa attraverso l'India e il Tibet, ciascuno dei rami terrestri è stato associato a un animale. Questa serie di dodici animali, ora popolare in molti paesi sotto il nome di segni cinesi o "zodiaco cinese", è stata utilizzata anche da giapponesi, coreani, vietnamiti e cinesi nel sud-est asiatico, a volte con poche variazioni nella natura degli animali.
I rami terrestri possono anche contare dodici periodi di tempo, ciascuno corrispondente a due jiéqi (節氣), divisioni del Calendario cinese. Questi periodi, stabiliti su basi astronomiche solari, corrispondono approssimativamente ai mesi lunari. Per scopi astrologici e religiosi, gli almanacchi danno le date esatte del cambiamento di jieqi.
I rami terrestri una volta contavano i dodici periodi di due ore ciascuno, lo shí (時), che formava un giorno. L'ora non viene più espressa in questo modo oggigiorno, ma resta importante per la divinazione conoscere il ramo terrestre corrispondente a una particolare ora del giorno. Il vocabolario mandarino contemporaneo ha mantenuto tracce di questo sistema nelle parole "mezzogiorno" (zhōngwǔ, 中午 che letteralmente significa "mezzogiorno"), "mattina" (shàngwǔ, 上午), "pomeriggio" (xiàwǔ , 下午), "mezzanotte" (zǐyè, 子夜).
I rami terrestri sono stati utilizzati anche da navigatori e astronomi per contrassegnare l'orientamento. Dodici punti di riferimento non sono sufficienti, nuovi termini sono stati presi in prestito dalle radici celesti e Yi Jing per indicare le posizioni intermedie.

## Tabella dei rami terrestri
| №  | Ramo di terra | Nome cinese        | Nome cinese          | Nome cinese           | Nome cinese                   | Nome giapponese    | Nome giapponese  | Nome coreano | Nome coreano | Nome vietnamita | Zodiaco vietnamita       | Zodiaco cinese | Ore corrispondenti |
| №  | Ramo di terra | Mandarino (Pinyin) | Cantonese (Jyutping) | Cinese medio (Baxter) | Cinese antico (Baxter–Sagart) | On'yomi            | Kun'yomi         | Romanizzato  | Hangŭl       | Nome vietnamita | Zodiaco vietnamita       | Zodiaco cinese | Ore corrispondenti |
| -- | ------------- | ------------------ | -------------------- | --------------------- | ----------------------------- | ------------------ | ---------------- | ------------ | ------------ | --------------- | ------------------------ | -------------- | ------------------ |
| 1  | 子            | zǐ                 | zi2                  | tsiX                  | *[ts]əʔ                       | shi (し)           | ne (ね)          | ja           | 자           | tý              | Ratto (chuột 𤝞)         | Ratto (鼠)     | 11 p.m. a 1 a.m.   |
| 2  | 丑            | chǒu               | cau2                 | trhjuwX               | *[n̥]ruʔ                       | chū (ちゅう)       | ushi (うし)      | chuk         | 축           | sửu             | Bufalo d'acqua (trâu 𤛠) | Toro (牛)      | 1 a 3 a.m.         |
| 3  | 寅            | yín                | jan4                 | yij                   | *[ɢ] (r)ər                    | in (いん)          | tora (とら)      | in           | 인           | dần             | Tigre (hổ 虎/cọp 𧲫)     | Tigre (虎)     | 3 a 5 a.m.         |
| 4  | 卯            | mǎo                | maau5                | mæwX                  | *mˤruʔ                        | bō (ぼう)          | u (う)           | myo          | 묘           | mão/mẹo         | Gatto (mèo 猫)           | Coniglio (兔)  | 5 a 7 a.m.         |
| 5  | 辰            | chén               | san4                 | dzyin                 | *[d]ər                        | shin (しん)        | tatsu (たつ)     | jin          | 진           | thìn            | Drago (rồng 龍)          | Drago (龍)     | 7 a 9 a.m.         |
| 6  | 巳            | sì                 | zi6                  | ziX                   | *s-[ɢ]əʔ                      | shi (し)           | mi (み)          | sa           | 사           | tỵ              | Serpente (rắn 𧋻)        | Serpente (蛇)  | 9 a 11 a.m.        |
| 7  | 午            | wǔ                 | ng5                  | nguX                  | *[m].qʰˤaʔ                    | go (ご)            | uma (うま)       | o            | 오           | ngọ             | Cavallo (ngựa 馭)        | Cavallo (馬)   | 11 a.m. a 1 p.m.   |
| 8  | 未            | wèi                | mei6                 | mjɨjH                 | *m[ə]t-s                      | mi (み) or bi (び) | hitsuji (ひつじ) | mi           | 미           | mùi             | Pecora (dê 羝)           | Pecora (羊)    | 1 a 3 p.m.         |
| 9  | 申            | shēn               | san1                 | syin                  | *l̥i[n]                        | shin (しん)        | saru (さる)      | sin          | 신           | thân            | Scimmia (khỉ 𤠳)         | Scimmia (猴)   | 3 a 5 p.m.         |
| 10 | 酉            | yǒu                | jau5                 | yuwX                  | *N-ruʔ                        | yū (ゆう)          | tori (とり)      | yu           | 유           | dậu             | Gallo (gà 𪂮)            | Gallo (雞)     | 5 a 7 p.m.         |
| 11 | 戌            | xū                 | seot1                | swit                  | *s.mi[t]                      | jutsu (じゅつ)     | inu (いぬ)       | sul          | 술           | tuất            | Cane (chó 㹥)            | Cane (狗)      | 7 a 9 p.m.         |
| 12 | 亥            | hài                | hoi6                 | hojX                  | *[g]ˤəʔ                       | gai (がい)         | i (い)           | hae          | 해           | hợi             | Maiale (lợn 𤞼/heo 㺧)   | Maiale (豬)    | 9 a 11 p.m.        |

A volte i rami terrestri venivano usati per numerare i capitoli dei libri, come il Dizionario Kangxi.
I rami terrestri vietnamiti usano il gatto al posto del coniglio.

## Tavola delle sessanta combinazioni
| №  | Tiangan-Dizhi | Nome Cinese | Nome Giapponese                  | Nome Vietnamita | Associazioni             | Elemento celeste | Destino Elemento immagine        |
| -- | ------------- | ----------- | -------------------------------- | --------------- | ------------------------ | ---------------- | -------------------------------- |
| 1  | 甲子          | jiǎzǐ       | kōshi(こうし)/kinoe-ne           | Giáp Tý         | Yang - Legno - Topo      | Acqua            | Metallo sul fondo del mare       |
| 2  | 乙丑          | yǐchǒu      | itchū(いっちゅう)/kinoto-ushi    | Ất Sửu          | Yin - Legno - Toro       | Terra            | Metallo sul fondo del mare       |
| 3  | 丙寅          | bǐngyín     | heiin(へいいん)/hinoe-tora       | Bính Dần        | Yang - Fuoco - Tigre     | Legno            | Fuoco nel forno                  |
| 4  | 丁卯          | dīngmǎo     | teibō(ていぼう)/hinoto-u         | Đinh Mão        | Yin - Fuoco - Coniglio   | Legno            | Fuoco nel forno                  |
| 5  | 戊辰          | wùchén      | boshin(ぼしん)/tsuchinoe-tatsu   | Mậu Thìn        | Yang - Terra - Drago     | Terra            | Legno della grande foresta       |
| 6  | 己巳          | jǐsì        | kishi(きし)/tsuchinoto-mi        | Kỷ Tỵ           | Yin- Terra - Serpente    | Fuoco            | Legno della grande foresta       |
| 7  | 庚午          | gēngwǔ      | kōgo(こうご)/kanoe-uma           | Canh Ngọ        | Yang- Metallo - Cavallo  | Fuoco            | Terra al bordo delle strade      |
| 8  | 辛未          | xīnwèi      | shinbi(しんび)/kanoto-hitsuji    | Tân Mùi         | Yin - Metallo - Montone  | Terra            | Terra al bordo delle strade      |
| 9  | 壬申          | rénshēn     | jinshin(じんしん)/mizunoe-saru   | Nhâm Thân       | Yang - Acqua - Scimmia   | Metallo          | Metallo della punta della spada  |
| 10 | 癸酉          | guǐyǒu      | kiyū(きゆう)/mizunoto-tori       | Quý Dậu         | Yin – Acqua - Gallo      | Metallo          | Metallo della punta della spada  |
| 11 | 甲戌          | jiǎxū       | kōjutsu(こうじゅつ)/kinoe-inu    | Giáp Tuất       | Yang - Legno - Cane      | Terra            | Fuoco sulla cima delle montagne  |
| 12 | 乙亥          | yǐhài       | itsugai(いつがい)/kinoto-i       | Ât Hợi          | Yin - Legno - Maiale     | Acqua            | Fuoco sualla cima delle montagne |
| 13 | 丙子          | bǐngzǐ      | heishi(へいし)/hinoe-ne          | Bính Tý         | Yang - Fuoco - Topo      | Acqua            | Acqua di piccola sorgente        |
| 14 | 丁丑          | dīngchǒu    | teichū(ていちゅう)/hinoto-ushi   | Đinh Sửu        | Yin - Fuoco - Toro       | Terra            | Acqua di piccola sorgente        |
| 15 | 戊寅          | wùyín       | boin(ぼいん)/tsuchinoe-tora      | Mậu Dần         | Yang - Terra - Tigre     | Legno            | Terra sui bastioni               |
| 16 | 己卯          | jǐmǎo       | kibō(きぼう)/tsuchinoto-u        | Kỷ Mão          | Yin - Terra - Coniglio   | Legno            | Terra sui bastioni               |
| 17 | 庚辰          | gēngchén    | kōshin(こうしん)/kanoe-tatsu     | Canh Thìn       | Yang - Metallo - Drago   | Terra            | Metallo del candeliere bianco    |
| 18 | 辛巳          | xīnsì       | shinshi(しんし)/kanoto-mi        | Tân Tỵ          | Yin - Metallo - Serpente | Fuoco            | Metallo del candeliere bianco    |
| 19 | 壬午          | rénwǔ       | jingo(じんご)/mizunoe-uma        | Nhâm Ngọ        | Yang - Acqua - Cavallo   | Fuoco            | Legno di salice                  |
| 20 | 癸未          | guǐwèi      | kibi(きび)/mizunoto-hitsuji      | Quý Mùi         | Yin - Acqua - Montone    | Terra            | Legno di salice                  |
| 21 | 甲申          | jiǎshēn     | kōshin(こうしん)/kinoe-saru      | Giáp Thân       | Yang - Legno - Scimmia   | Metallo          | Acqua di sorgente                |
| 22 | 乙酉          | yǐyǒu       | itsuyū(いつゆう)/kinoto-tori     | Ất Dậu          | Yin - Legno - Gallo      | Metallo          | Acqua di sorgente                |
| 23 | 丙戌          | bǐngxū      | heijutsu(へいじゅつ)/hinoe-inu   | Bính Tuất       | Yang - Fuoco - Cane      | Terra            | Terra sul tetto                  |
| 24 | 丁亥          | dīnghài     | teigai(ていがい)/hinoto-i        | Đinh Hợi        | Yin - Fuoco - Maiale     | Acqua            | Terra sul tetto                  |
| 25 | 戊子          | wùzǐ        | boshi(ぼし)/tsuchinoe-ne         | Mậu Tý          | Yang - Terra - Topo      | Acqua            | Fuoco del tuono                  |
| 26 | 己丑          | jǐchǒu      | kichū(きちゅう)/tsuchinoto-ushi  | Kỷ Sửu          | Yin - Terra - Toro       | Terra            | Fuoco del tuono                  |
| 27 | 庚寅          | gēngyín     | kōin(こういん)/kanoe-tora        | Canh Dần        | Yang - Metallo - Tigre   | Legno            | Legno dell'abete secolare        |
| 28 | 辛卯          | xīnmǎo      | shinbō(しんぼう)/kanoto-u        | Tân Mão         | Yin - Metallo - Coniglio | Legno            | Legno dell'abete secolare        |
| 29 | 壬辰          | rénchén     | jinshin(じんしん)/mizunoe-tatsu  | Nhâm Thìn       | Yang - Acqua - Drago     | Terra            | Acqua del lungo fiume            |
| 30 | 癸巳          | guǐsì       | kishi(きし)/mizunoto-mi          | Quý Tỵ          | Yin - Acqua - Serpente   | Fuoco            | Acqua del lungo fiume            |
| 31 | 甲午          | jiǎwǔ       | kōgo(こうご)/kinoe-uma           | Giáo Ngọ        | Yang- Legno - Cavallo    | Fuoco            | Metallo nella sabbia             |
| 32 | 乙未          | yǐwèi       | itsubi(いつび)/kinoto-hitsuji    | Ất Mùi          | Yin - Legno - Montone    | Terra            | Metallo nella sabbia             |
| 33 | 丙申          | bǐngshēn    | heishin(へいしん)/hinoe-saru     | Bính Thân       | Yang - Fuoco - Scimmia   | Metallo          | Fuoco ai piedi delle montagne    |
| 34 | 丁酉          | dīngyǒu     | teiyū(ていゆう)/hinoto-tori      | Đinh Dậu        | Yin - Fuoco - Gallo      | Metallo          | Fuoco ai piedi delle montagne    |
| 35 | 戊戌          | wùxū        | bojutsu(ぼじゅつ)/tsuchinoe-inu  | Mậu Tuất        | Yang - Terra - Cane      | Terra            | Legno delle pianure              |
| 36 | 己亥          | jǐhài       | kigai(きがい)/tsuchinoto-i       | Kỷ Hợi          | Yin - Terra - Maiale     | Acqua            | Legno delle pianure              |
| 37 | 庚子          | gēngzǐ      | kōshi(こうし)/kanoe-ne           | Canh Tý         | Yang - Metallo - Topo    | Acqua            | Terra sui muri                   |
| 38 | 辛丑          | xīnchǒu     | shinchū(しんちゅう)/kanoto-ushi  | Tân Sửu         | Yin - Metallo - Toro     | Terra            | Terra sui muri                   |
| 39 | 壬寅          | rényín      | jin'in(じんいん)/mizunoe-tora    | Nhâm Dần        | Yang - Acqua - Tigre     | Legno            | Metallo bianco mescolato all'oro |
| 40 | 癸卯          | guǐmǎo      | kibō(きぼう)/mizunoto-u          | Quý Mão         | Yin – Acqua - Coniglio   | Legno            | Metallo bianco mescolato all'oro |
| 41 | 甲辰          | jiǎchén     | kōshin(こうしん)/kinoe-tatsu     | Giáp Thìn       | Yang - Legno - Drago     | Terra            | Fuoco del faro                   |
| 42 | 乙巳          | yǐsì        | itsushi(いつし)/kinoto-mi        | Ất Tỵ           | Yin - Legno - Serpente   | Fuoco            | Fuoco del faro                   |
| 43 | 丙午          | bǐngwǔ      | heigo(へいご)/hinoe-uma          | Bính Ngọ        | Yang - Fuoco - Cavallo   | Fuoco            | Acqua del fiume celeste          |
| 44 | 丁未          | dīngwèi     | teibi(ていび)/hinoto-hitsuji     | Đinh Mùi        | Yin - Fuoco - Montone    | Terra            | Acqua del fiume celeste          |
| 45 | 戊申          | wùshēn      | boshin(ぼしん)/tsuchinoe-saru    | Mậu Thân        | Yang - Terra - Scimmia   | Metallo          | Terra di una grande pianura      |
| 46 | 己酉          | jǐyǒu       | kiyū(きゆう)/tsuchinoto-tori     | Kỷ Dậu          | Yin - Terra - Gallo      | Metallo          | Terra di una grande pianura      |
| 47 | 庚戌          | gēngxū      | kōjutsu(こうじゅつ)/kanoe-inu    | Canh Tuất       | Yang - Metallo - Cane    | Terra            | Metallo dei gioielli             |
| 48 | 辛亥          | xīnhài      | shingai(しんがい)/kanoto-i       | Tân Hợi         | Yin - Metallo - Maiale   | Acqua            | Metallo dei gioielli             |
| 49 | 壬子          | rénzǐ       | jinshi(じんし)/mizunoe-ne        | Nhâm Tý         | Yang - Acqua - Topo      | Acqua            | Legno del gelso                  |
| 50 | 癸丑          | guǐchǒu     | kichū(きちゅう)/mizunoto-ushi    | Quý Sửu         | Yin - Acqua - Toro       | Terra            | Legno del gelso                  |
| 51 | 甲寅          | jiǎyín      | kōin(こういん)/kinoe-tora        | Giáp Dần        | Yang - Legno - Tigre     | Legno            | Acqua di grande sorgente         |
| 52 | 乙卯          | yǐmǎo       | itsubō(いつぼう)/kinoto-u        | Ất Mão          | Yin - Legno - Coniglio   | Legno            | Acqua di grande sorgente         |
| 53 | 丙辰          | bǐngchén    | heishin(へいしん)/hinoe-tatsu    | Bính Thìn       | Yang - Fuoco - Drago     | Terra            | Terra nella sabbia               |
| 54 | 丁巳          | dīngsì      | teishi(ていし)/hinoto-mi         | Đinh Tỵ         | Yin - Fuoco - Serpente   | Fuoco            | Terra nella sabbia               |
| 55 | 戊午          | wùwǔ        | bogo(ぼご)/tsuchinoe-uma         | Mậu Ngọ         | Yang - Terra - Cavallo   | Fuoco            | Fuoco nel cielo                  |
| 56 | 己未          | jǐwèi       | kibi(きび)/tsuchinoto-hitsuji    | Kỷ Mùi          | Yin - Terra - Montone    | Terra            | Fuoco nel cielo                  |
| 57 | 庚申          | gēngshēn    | kōshin(こうしん)/kanoe-saru      | Canh Thân       | Yang - Metallo - Scimmia | Metallo          | Legno del melograno              |
| 58 | 辛酉          | xīnyǒu      | shin'yū(しんゆう)/kanoto-tori    | Tân Dậu         | Yin - Metallo - Gallo    | Metallo          | Legno del melograno              |
| 59 | 壬戌          | rénxū       | jinjutsu(じんじゅつ)/mizunoe-inu | Nhâm Tuất       | Yang - Acqua - Cane      | Acqua            | Acqua del grande oceano          |
| 60 | 癸亥          | guǐhài      | kigai(きがい)/mizunoto-i         | Quý Hợi         | Yin - Acqua - Maiale     | Acqua            | Acqua del grande oceano          |

Il ciclo sessantennale è stato utilizzato prima per giorni e poi anche per anni. È stato usato meno comunemente per mesi. Ad esempio, il 2000 è stato il 17 ° anno del 78 ° ciclo negli anni Sessanta. Era un anno da gēng-chén (庚辰 年), Yang Drago di metallo. Pertanto, il 2006 è il 23 ° anno del 78 ° ciclo. Era chiamato anno bǐng-xū (丙戌 年), Yang Cane di fuoco; Il 2007 è stato l'anno Yin Maiale di fuoco.
La denominazione di mesi e giorni non è comune oggi, sebbene siano mostrati su calendari e almanacchi cinesi.
Questa tabella incrocia i Tiangan ai Dizhi e costruisce i 60 anni del ciclo:
|         | 甲 jia          | 乙 yi         | 丙 bing          | 丁 ding          | 戊 wu          | 己 ji          | 庚 geng          | 辛 xin          | 壬 ren          | 癸 gui          |
| ------- | --------------- | ------------- | ---------------- | ---------------- | -------------- | -------------- | ---------------- | --------------- | --------------- | --------------- |
| 子 zi   | 甲子 Jiazi 1    |               | 丙子 Bingzi 13   |                  | 戊子 Wuzi 25   |                | 庚子 Gengzi 37   |                 | 壬子 Renzi 49   |                 |
| 丑 chou |                 | 乙丑 Yichou 2 |                  | 丁丑 Dingchou 14 |                | 己丑 Jichou 26 |                  | 辛丑 Xinchou 38 |                 | 癸丑 Guichou 50 |
| 寅 yin  | 甲寅 Jiayin 51  |               | 丙寅 Bingyin 3   |                  | 戊寅 Wuyin 15  |                | 庚寅 Gengyin 27  |                 | 壬寅 Renyin 39  |                 |
| 卯 mao  |                 | 乙卯 Yimao 52 |                  | 丁卯 Dingmao 4   |                | 己卯 Jimao 16  |                  | 辛卯 Xinmao 28  |                 | 癸卯 Guimao 40  |
| 辰 chen | 甲辰 Jiachen 41 |               | 丙辰 Bingchen 53 |                  | 戊辰 Wuchen 5  |                | 庚辰 Gengchen 17 |                 | 壬辰 Renchen 29 |                 |
| 巳 si   |                 | 乙巳 Yisi 42  |                  | 丁巳 Dingsi 54   |                | 己巳 Jisi 6    |                  | 辛巳 Xinsi 18   |                 | 癸巳 Guisi 30   |
| 午 wu   | 甲午 Jiawu 31   |               | 丙午 Bingwu 43   |                  | 戊午 Wuwu 55   |                | 庚午 Gengwu 7    |                 | 壬午 Renwu 19   |                 |
| 未 wei  |                 | 乙未 Yiwei 32 |                  | 丁未 Dingwei 44  |                | 己未 Jiwei 56  |                  | 辛未 Xinwei 8   |                 | 癸未 Guiwei 20  |
| 申 shen | 甲申 Jiashen 21 |               | 丙申 Bingshen 33 |                  | 戊申 Wushen 45 |                | 庚申 Gengshen 57 |                 | 壬申 Renshen 9  |                 |
| 酉 you  |                 | 乙酉 Yiyou 22 |                  | 丁酉 Dingyou 34  |                | 己酉 Jiyou 46  |                  | 辛酉 Xinyou 58  |                 | 癸酉 Guiyou 10  |
| 戌 xu   | 甲戌 Jiaxu 11   |               | 丙戌 Bingxu 23   |                  | 戊戌 Wuxu 35   |                | 庚戌 Gengxu 47   |                 | 壬戌 Renxu 59   |                 |
| 亥 hai  |                 | 乙亥 Yihai 12 |                  | 丁亥 Dinghai 24  |                | 己亥 Jihai 36  |                  | 辛亥 Xinhai 48  |                 | 癸亥 Guihai 60  |

## Relazione con il calendario occidentale
Di seguito sono riportati gli anni del sessantesimo ciclo relativi a quelli del calendario occidentale dal 1804 al 2043, ovvero quattro cicli completi degli anni sessanta.

### 1804 a 1923
|    | 1804 a 1863       | Tronco di Celestial | Ramo terrestre | 1864 a 1923               |
| -- | ----------------- | ------------------- | -------------- | ------------------------- |
|    | Anno              | (Elementi)          | (Animali)      | Anno                      |
| 1  | ~~ 1804 - ~~ 1805 | 甲 Yang Legna       | 子 Topo        | ~~ 1864 - ~~ 1865         |
| 2  | ~~ 1805 - ~~ 1806 | 乙 Yin Legna        | 丑 Toro        | ~~ 1865 - ~~ 1866         |
| 3  | ~~ 1806 - ~~ 1807 | 丙 Yang Fuoco       | 寅 Tigre       | ~~ 1866 - ~~ 1867         |
| 4  | ~~ 1807 - ~~ 1808 | 丁 Yin Fuoco        | 卯 Coniglio    | ~~ 1867 - ~~ 1868         |
| 5  | ~~ 1808 - ~~ 1809 | 戊 Yang Terra       | 辰 Drago       | ~~ 1868 - ~~ 1869         |
| 6  | ~~ 1809 - ~~ 1810 | 己 Yin Terra        | 巳 Serpente    | ~~ 1869 - ~~ 1870         |
| 7  | ~~ 1810 - ~~ 1811 | 庚 Yang Metallo     | 午 Cavallo     | ~~ 1870 - ~~ 1871         |
| 8  | ~~ 1811 - ~~ 1812 | 辛 Yin Metallo      | 未 Pecora      | ~~ 1871 - ~~ 1872         |
| 9  | ~~ 1812 - ~~ 1813 | 壬 Yang Acqua       | 申 Scimmia     | ~~ 1872 - ~~ 1873         |
| 10 | ~~ 1813 - ~~ 1814 | 癸 Yin Acqua        | 酉 Gallo       | ~~ 1873 - ~~ 1874         |
| 11 | ~~ 1814 - ~~ 1815 | 甲 Yang Legna       | 戌 Cane        | ~~ 1874 - ~~ 1875         |
| 12 | ~~ 1815 - ~~ 1816 | 乙 Yin Legna        | 亥 Maiale      | ~~ 1875 - ~~ 1876         |
| 13 | ~~ 1816 - ~~ 1817 | 丙 Yang Fuoco       | 子 Topo        | ~~ 1876 - ~~ 1877         |
| 14 | ~~ 1817 - ~~ 1818 | 丁 Yin Fuoco        | 丑 Toro        | ~~ 1877 - ~~ 1878         |
| 15 | ~~ 1818 - ~~ 1819 | 戊 Yang Terra       | 寅 Tigre       | ~~ 1878 - ~~ 1879         |
| 16 | ~~ 1819 - ~~ 1820 | 己 Yin Terra        | 卯 Coniglio    | ~~ 1879 - ~~ 1880         |
| 17 | ~~ 1820 - ~~ 1821 | 庚 Yang Metallo     | 辰 Drago       | ~~ 1880 - ~~ 1881         |
| 18 | ~~ 1821 - ~~ 1822 | 辛 Yin Metallo      | 巳 Serpente    | ~~ 1881 - ~~ 1882         |
| 19 | ~~ 1822 - ~~ 1823 | 壬 Yang Acqua       | 午 Cavallo     | ~~ 1882 - ~~ 1883         |
| 20 | ~~ 1823 - ~~ 1824 | 癸 Yin Acqua        | 未 Pecora      | ~~ 1883 - ~~ 1884         |
| 21 | ~~ 1824 - ~~ 1825 | 甲 Yang Legna       | 申 Scimmia     | ~~ 1884 - ~~ 1885         |
| 22 | ~~ 1825 - ~~ 1826 | 乙 Yin Legna        | 酉 Gallo       | ~~ 1885 - ~~ 1886         |
| 23 | ~~ 1826 - ~~ 1827 | 丙 Yang Fuoco       | 戌 Cane        | ~~ 1886 - ~~ 1887         |
| 24 | ~~ 1827 - ~~ 1828 | 丁 Yin Fuoco        | 亥 Maiale      | ~~ 1887 - ~~ 1888         |
| 25 | ~~ 1828 - ~~ 1829 | 戊 Yang Terra       | 子 Topo        | ~~ 1888 - ~~ 1889         |
| 26 | ~~ 1829 - ~~ 1830 | 己 Yin Terra        | 丑 Toro        | ~~ 1889 - ~~ 1890         |
| 27 | ~~ 1830 - ~~ 1831 | 庚 Yang Metallo     | 寅 Tigre       | ~~ 1890 - ~~ 1891         |
| 28 | ~~ 1831 - ~~ 1832 | 辛 Yin Metallo      | 卯 Coniglio    | ~~ 1891 - ~~ 1892         |
| 29 | ~~ 1832 - ~~ 1833 | 壬 Yang Acqua       | 辰 Drago       | ~~ 1892 - ~~ 1893         |
| 30 | ~~ 1833 - ~~ 1834 | 癸 Yin Acqua        | 巳 Serpente    | ~~ 1893 - ~~ 1894         |
| 31 | ~~ 1834 - ~~ 1835 | 甲 Yang Legna       | 午 Cavallo     | ~~ 1894 - ~~ 1895         |
| 32 | ~~ 1835 - ~~ 1836 | 乙 Yin Legna        | 未 Pecora      | ~~ 1895 - ~~ 1896         |
| 33 | ~~ 1836 - ~~ 1837 | 丙 Yang Fuoco       | 申 Scimmia     | ~~ 1896 - ~~ 1897         |
| 34 | ~~ 1837 - ~~ 1838 | 丁 Yin Fuoco        | 酉 Gallo       | ~~ 1897 - ~~ 1898         |
| 35 | ~~ 1838 - ~~ 1839 | 戊 Yang Terra       | 戌 Cane        | ~~ 1898 - ~~ 1899         |
| 36 | ~~ 1839 - ~~ 1840 | 己 Yin Terra        | 亥 Maiale      | ~~ 1899 - Gen 30 1900     |
| 37 | ~~ 1840 - ~~ 1841 | 庚 Yang Metallo     | 子 Topo        | Gen 31 1900 - Feb 18 1901 |
| 38 | ~~ 1841 - ~~ 1842 | 辛 Yin Metallo      | 丑 Toro        | Feb 19 1901 - Feb 07 1902 |
| 39 | ~~ 1842 - ~~ 1843 | 壬 Yang Acqua       | 寅 Tigre       | Feb 08 1902 - Gen 28 1903 |
| 40 | ~~ 1843 - ~~ 1844 | 癸 Yin Acqua        | 卯 Coniglio    | Gen 29 1903 - Feb 15 1904 |
| 41 | ~~ 1844 - ~~ 1845 | 甲 Yang Legna       | 辰 Drago       | Feb 16 1904 - Feb 03 1905 |
| 42 | ~~ 1845 - ~~ 1846 | 乙 Yin Legna        | 巳 Serpente    | Feb 04 1905 - Gen 24 1906 |
| 43 | ~~ 1846 - ~~ 1847 | 丙 Yang Fuoco       | 午 Cavallo     | Gen 25 1906 - Feb 12 1907 |
| 44 | ~~ 1847 - ~~ 1848 | 丁 Yin Fuoco        | 未 Pecora      | Feb 13 1907 - Feb 01 1908 |
| 45 | ~~ 1848 - ~~ 1849 | 戊 Yang Terra       | 申 Scimmia     | Feb 02 1908 - Gen 21 1909 |
| 46 | ~~ 1849 - ~~ 1850 | 己 Yin Terra        | 酉 Gallo       | Gen 22 1909 - Feb 09 1910 |
| 47 | ~~ 1850 - ~~ 1851 | 庚 Yang Metallo     | 戌 Cane        | Feb 10 1910 - Gen 29 1911 |
| 48 | ~~ 1851 - ~~ 1852 | 辛 Yin Metallo      | 亥 Maiale      | Gen 30 1911 - Feb 17 1912 |
| 49 | ~~ 1852 - ~~ 1853 | 壬 Yang Acqua       | 子 Topo        | Feb 18 1912 - Feb 05 1913 |
| 50 | ~~ 1853 - ~~ 1854 | 癸 Yin Acqua        | 丑 Toro        | Feb 06 1913 - Gen 25 1914 |
| 51 | ~~ 1854 - ~~ 1855 | 甲 Yang Legna       | 寅 Tigre       | Gen 26 1914 - Feb 13 1915 |
| 52 | ~~ 1855 - ~~ 1856 | 乙 Yin Legna        | 卯 Coniglio    | Feb 14 1915 - Feb 02 1916 |
| 53 | ~~ 1856 - ~~ 1857 | 丙 Yang Fuoco       | 辰 Drago       | Feb 03 1916 - Gen 22 1917 |
| 54 | ~~ 1857 - ~~ 1858 | 丁 Yin Fuoco        | 巳 Serpente    | Gen 23 1917 - Feb 10 1918 |
| 55 | ~~ 1858 - ~~ 1859 | 戊 Yang Terra       | 午 Cavallo     | Feb 11 1918 - Gen 31 1919 |
| 56 | ~~ 1859 - ~~ 1860 | 己 Yin Terra        | 未 Pecora      | Feb 01 1919 - Feb 18 1920 |
| 57 | ~~ 1860 - ~~ 1861 | 庚 Yang Metallo     | 申 Scimmia     | Feb 19 1920 - Feb 07 1921 |
| 58 | ~~ 1861 - ~~ 1862 | 辛 Yin Metallo      | 酉 Gallo       | Feb 08 1921 - Gen 27 1922 |
| 59 | ~~ 1862 - ~~ 1863 | 壬 Yang Acqua       | 戌 Cane        | Gen 28 1922 - Feb 15 1923 |
| 60 | ~~ 1863 - ~~ 1864 | 癸 Yin Acqua        | 亥 Maiale      | Feb 16 1923 - Feb 04 1924 |

### 1924 a 2043
|    | 1924 a 1983               | Tronco di Celestial | Ramo terrestre | 1984 a 2043               |
| -- | ------------------------- | ------------------- | -------------- | ------------------------- |
|    | Anno                      | (Elementi)          | (Animali)      | Anno                      |
| 1  | Feb 05 1924 - Gen 23 1925 | 甲 Yang Legna       | 子 Topo        | Feb 02 1984 - Feb 19 1985 |
| 2  | Gen 24 1925 - Feb 11 1926 | 乙 Yin Legna        | 丑 Toro        | Feb 20 1985 - Feb 08 1986 |
| 3  | Feb 12 1926 - Feb 01 1927 | 丙 Yang Fuoco       | 寅 Tigre       | Feb 09 1986 - Gen 28 1987 |
| 4  | Feb 02 1927 - Gen 21 1928 | 丁 Yin Fuoco        | 卯 Coniglio    | Gen 29 1987 - Feb 16 1988 |
| 5  | Gen 22 1928 - Feb 08 1929 | 戊 Yang Terra       | 辰 Drago       | Feb 17 1988 - Feb 05 1989 |
| 6  | Feb 09 1929 - Gen 28 1930 | 己 Yin Terra        | 巳 Serpente    | Feb 06 1989 - Gen 25 1990 |
| 7  | Gen 29 1930 - Feb 16 1931 | 庚 Yang Metallo     | 午 Cavallo     | Gen 26 1990 - Feb 13 1991 |
| 8  | Feb 17 1931 - Feb 05 1932 | 辛 Yin Metallo      | 未 Pecora      | Feb 14 1991 - Feb 02 1992 |
| 9  | Feb 06 1932 - Gen 24 1933 | 壬 Yang Acqua       | 申 Scimmia     | Feb 03 1992 - Gen 21 1993 |
| 10 | Gen 25 1933 - Feb 13 1934 | 癸 Yin Acqua        | 酉 Gallo       | Gen 22 1993 - Feb 09 1994 |
| 11 | Feb 14 1934 - Feb 02 1935 | 甲 Yang Legna       | 戌 Cane        | Feb 10 1994 - Gen 30 1995 |
| 12 | Feb 03 1935 - Gen 23 1936 | 乙 Yin Legna        | 亥 Maiale      | Gen 31 1995 - Feb 18 1996 |
| 13 | Gen 24 1936 - Feb 10 1937 | 丙 Yang Fuoco       | 子 Topo        | Feb 19 1996 - Feb 06 1997 |
| 14 | Feb 11 1937 - Gen 30 1938 | 丁 Yin Fuoco        | 丑 Toro        | Feb 07 1997 - Gen 27 1998 |
| 15 | Gen 31 1938 - Feb 18 1939 | 戊 Yang Terra       | 寅 Tigre       | Gen 28 1998 - Feb 15 1999 |
| 16 | Feb 19 1939 - Feb 07 1940 | 己 Yin Terra        | 卯 Coniglio    | Feb 16 1999 - Feb 04 2000 |
| 17 | Feb 08 1940 - Gen 26 1941 | 庚 Yang Metallo     | 辰 Drago       | Feb 05 2000 - Gen 23 2001 |
| 18 | Gen 27 1941 - Feb 14 1942 | 辛 Yin Metallo      | 巳 Serpente    | Gen 24 2001 - Feb 11 2002 |
| 19 | Feb 15 1942 - Feb 03 1943 | 壬 Yang Acqua       | 午 Cavallo     | Feb 12 2002 - Gen 31 2003 |
| 20 | Feb 04 1943 - Gen 24 1944 | 癸 Yin Acqua        | 未 Pecora      | Feb 01 2003 - Gen 21 2004 |
| 21 | Gen 25 1944 - Feb 11 1945 | 甲 Yang Legna       | 申 Scimmia     | Gen 22 2004 - Feb 08 2005 |
| 22 | Feb 12 1945 - Feb 01 1946 | 乙 Yin Legna        | 酉 Gallo       | Feb 09 2005 - Gen 28 2006 |
| 23 | Feb 02 1946 - Gen 21 1947 | 丙 Yang Fuoco       | 戌 Cane        | Gen 29 2006 - Feb 17 2007 |
| 24 | Gen 22 1947 - Feb 09 1948 | 丁 Yin Fuoco        | 亥 Maiale      | Feb 18 2007 - Feb 06 2008 |
| 25 | Feb 10 1948 - Gen 28 1949 | 戊 Yang Terra       | 子 Topo        | Feb 07 2008 - Gen 25 2009 |
| 26 | Gen 29 1949 - Feb 15 1950 | 己 Yin Terra        | 丑 Toro        | Gen 26 2009 - Feb 13 2010 |
| 27 | Feb 16 1950 - Feb 05 1951 | 庚 Yang Metallo     | 寅 Tigre       | Feb 14 2010 - Feb 02 2011 |
| 28 | Feb 06 1951 - Gen 25 1952 | 辛 Yin Metallo      | 卯 Coniglio    | Feb 03 2011 - Gen 22 2012 |
| 29 | Gen 26 1952 - Feb 13 1953 | 壬 Yang Acqua       | 辰 Drago       | Gen 23 2012 - Feb 09 2013 |
| 30 | Feb 14 1953 - Feb 02 1954 | 癸 Yin Acqua        | 巳 Serpente    | Feb 10 2013 - Gen 30 2014 |
| 31 | Feb 03 1954 - Gen 23 1955 | 甲 Yang Legna       | 午 Cavallo     | Gen 31 2014 - Feb 18 2015 |
| 32 | Gen 24 1955 - Feb 10 1956 | 乙 Yin Legna        | 未 Pecora      | Feb 19 2015 - Feb 07 2016 |
| 33 | Feb 11 1956 - Gen 29 1957 | 丙 Yang Fuoco       | 申 Scimmia     | Feb 08 2016 - Gen 27 2017 |
| 34 | Gen 30 1957 - Feb 17 1958 | 丁 Yin Fuoco        | 酉 Gallo       | Gen 28 2017 - Feb 18 2018 |
| 35 | Feb 18 1958 - Feb 06 1959 | 戊 Yang Terra       | 戌 Cane        | Feb 19 2018 - Feb 04 2019 |
| 36 | Feb 07 1959 - Gen 27 1960 | 己 Yin Terra        | 亥 Maiale      | Feb 05 2019 - Gen 24 2020 |
| 37 | Gen 28 1960 - Feb 14 1961 | 庚 Yang Metallo     | 子 Topo        | Gen 25 2020 - ~~ 2021     |
| 38 | Feb 15 1961 - Feb 04 1962 | 辛 Yin Metallo      | 丑 Toro        | ~~ 2021 - ~~ 2022         |
| 39 | Feb 05 1962 - Gen 24 1963 | 壬 Yang Acqua       | 寅 Tigre       | ~~ 2022 - ~~ 2023         |
| 40 | Gen 25 1963 - Feb 12 1964 | 癸 Yin Acqua        | 卯 Coniglio    | ~~ 2023 - ~~ 2024         |
| 41 | Feb 13 1964 - Gen 31 1965 | 甲 Yang Legna       | 辰 Drago       | ~~ 2024 - ~~ 2025         |
| 42 | Feb 01 1965 - Gen 20 1966 | 乙 Yin Legna        | 巳 Serpente    | ~~ 2025 - ~~ 2026         |
| 43 | Gen 21 1966 - Feb 08 1967 | 丙 Yang Fuoco       | 午 Cavallo     | ~~ 2026 - ~~ 2027         |
| 44 | Feb 09 1967 - Gen 28 1968 | 丁 Yin Fuoco        | 未 Pecora      | ~~ 2027 - ~~ 2028         |
| 45 | Gen 29 1968 - Feb 15 1969 | 戊 Yang Terra       | 申 Scimmia     | ~~ 2028 - ~~ 2029         |
| 46 | Feb 16 1969 - Feb 05 1970 | 己 Yin Terra        | 酉 Gallo       | ~~ 2029 - ~~ 2030         |
| 47 | Feb 06 1970 - Gen 25 1971 | 庚 Yang Metallo     | 戌 Cane        | ~~ 2030 - ~~ 2031         |
| 48 | Gen 26 1971 - Feb 14 1972 | 辛 Yin Metallo      | 亥 Maiale      | ~~ 2031 - ~~ 2032         |
| 49 | Feb 15 1972 - Feb 02 1973 | 壬 Yang Acqua       | 子 Topo        | ~~ 2032 - ~~ 2033         |
| 50 | Feb 03 1973 - Gen 23 1974 | 癸 Yin Acqua        | 丑 Toro        | ~~ 2033 - ~~ 2034         |
| 51 | Gen 24 1974 - Feb 10 1975 | 甲 Yang Legna       | 寅 Tigre       | ~~ 2034 - ~~ 2035         |
| 52 | Feb 11 1975 - Gen 30 1976 | 乙 Yin Legna        | 卯 Coniglio    | ~~ 2035 - ~~ 2036         |
| 53 | Gen 31 1976 - Feb 17 1977 | 丙 Yang Fuoco       | 辰 Drago       | ~~ 2036 - ~~ 2037         |
| 54 | Feb 18 1977 - Feb 06 1978 | 丁 Yin Fuoco        | 巳 Serpente    | ~~ 2037 - ~~ 2038         |
| 55 | Feb 07 1978 - Gen 27 1979 | 戊 Yang Terra       | 午 Cavallo     | ~~ 2038 - ~~ 2039         |
| 56 | Gen 28 1979 - Feb 15 1980 | 己 Yin Terra        | 未 Pecora      | ~~ 2039 - ~~ 2040         |
| 57 | Feb 16 1980 - Feb 04 1981 | 庚 Yang Metallo     | 申 Scimmia     | ~~ 2040 - ~~ 2041         |
| 58 | Feb 05 1981 - Gen 24 1982 | 辛 Yin Metallo      | 酉 Gallo       | ~~ 2041 - ~~ 2042         |
| 59 | Gen 25 1982 - Feb 12 1983 | 壬 Yang Acqua       | 戌 Cane        | ~~ 2042 - ~~ 2043         |
| 60 | Feb 13 1983 - Feb 01 1984 | 癸 Yin Acqua        | 亥 Maiale      | ~~ 2043 - ~~ 2044         |